# 考恩蒂萊恩鎮區 (阿肯色州霍華德縣)
考恩蒂萊恩鎮區（英語：County Line Township）是位於美國阿肯色州霍華德縣的一個行政鎮區。

## 地方資料
考恩蒂萊恩鎮區的面積為39.55平方千米，當中陸地面積為39.52平方千米，而水域面積為0.03平方千米。根據2010年美國人口普查的數據，當地共有人口647人，而人口密度為每平方千米16.36人。